# Студёнковский сельсовет
Студёнковский сельсовет — административная единица на территории Сенненского района Витебской области Республики Беларусь. Административный центр — агрогородок Студёнка.

## История
Студенковский сельский Совет был образован в 1924 году.
29 апреля 2004 года в состав сельсовета включены населённые пункты упразднённого Алексиничского сельсовета.

## География
Расположен в 45 км от города Витебска, в 13 км от города Сенно, в 24 км от Железнодорожной станции Богушевская.
Граничит с Коковчинским, Мошканским, Ходцевским, Немойтовским сельсоветами и г. Сенно.

### Водная система
На территории сельсовета расположено 6 озёр.

## Состав
Студёнковский сельсовет включает 46 населённых пунктов:
- Александрово — деревня.
- Адамово — деревня.
- Алексиничи — деревня.
- Алехново — деревня.
- Березки — деревня.
- Бор — деревня.
- Борок — деревня.
- Витунь — деревня.
- Володьки — деревня.
- Гряда — деревня.
- Гулино — деревня.
- Ехимовщина — деревня.
- Заозерье — деревня.
- Заслоновка — деревня.
- Застодолье — деревня.
- Земковичи — деревня.
- Ивони — деревня.
- Каменка — деревня.
- Келисы — деревня.
- Кимейка — деревня.
- Клепчево — деревня.
- Ковали — деревня.
- Копцы — деревня.
- Курейшино — деревня.
- Лесниково — деревня.
- Лазовка — деревня.
- Луг — деревня.
- Машки — деревня.
- Новое Село — деревня.
- Овчинково — деревня.
- Пальчики — деревня.
- Папинка — деревня.
- Подгрядье — деревня.
- Пустынки — деревня.
- Пушкари — деревня.
- Рассвет — деревня.
- Савиничи — деревня.
- Синегорское — агрогородок.
- Студёнка — агрогородок.
- Телешовщина — деревня.
- Турьево — деревня.
- Утрилово — деревня.
- Хоменки — деревня.
- Цыганки — деревня.
- Шинково — деревня.
- Шипы — деревня.

Упразднённые населённые пункты на территории сельсовета:
- Буйничково — деревня[2]

## Культура
Расположены Студенковский сельский клуб, Студенковская сельская библиотека, Синегорская сельская библиотека-клуб.

## Достопримечательность
- Городище периода раннего железного века V в. до. н.э. - V в. н.э. 1,2 км севернее д. Новое Село
- Курганный могильник IX - XIII в., юго-восточная окраина д. Адамово
- Братская могила (1944 г.) в д. Алексиничи
- Братская могила (1944 г.) в д. Пустынки